# 起用
| ウィキペディアには「起用」という見出しの百科事典記事はありません（タイトルに「起用」を含むページの一覧/「起用」で始まるページの一覧）。 代わりにウィクショナリーのページ「起用」が役に立つかもしれません。 |